# 7. stoljeće
◄ | 1. tisućljeće pr. Kr. | 1. tisućljeće | 2. tisućljeće | ►
◄ | 5. stoljeće | 6. stoljeće | 7. stoljeće | 8. stoljeće | 9. stoljeće | ►
600-ih | 610-ih | 620-ih | 630-ih | 640-ih | 650-ih | 660-ih | 670-ih | 680-ih | 690-ih
7. stoljeće je je razdoblje od 601. do  700. godine.

## Glavni događaji i razvoji
- Nastalo najstarije dansko pismo, kada je nastao i novi runski alfabet.
- Dolazak Hrvata na prostore gdje danas žive

## Osobe
- Papa Grgur I. (Papa, 590. – 604.)
- Muhamed 570 - 632. Osnivač muslimanske vjere

## Vanjske poveznice
|  | Zajednički poslužitelj ima još gradiva o temi 7. stoljeće |